# تفجيرات شارع ابن يهودا

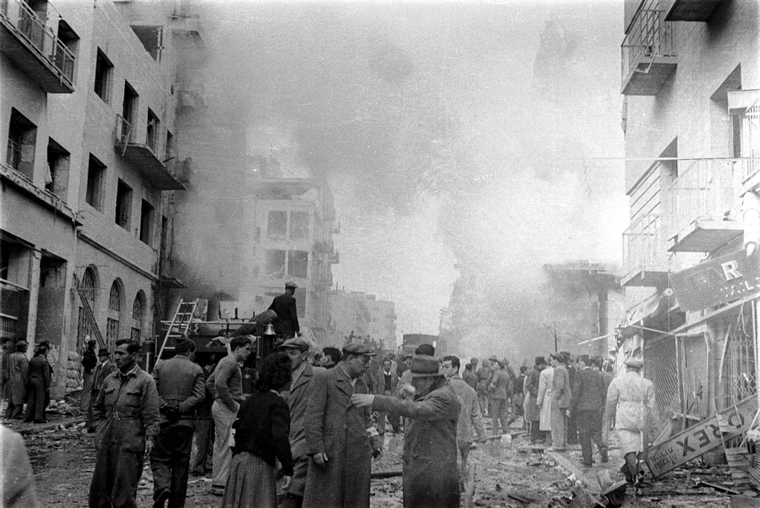
انفجار سيارة مفخخة في شارع بن يهودا في القدس، 22 شباط / فبراير، 1948 م.

تفجيرات شارع ابن يهودا تشير إلى سلسلة من الهجمات قام بها الفلسطينيون على المستوطنين الإسرائيليين في شارع ابن يهودا في وسط مدينة القدس، إسرائيل، بدأت الهجمات منذ عام 1948 حتى 2001، شارع ابن يهودا هو شارع رئيسي، سُمِّيَ على اسم مؤسس اللغة العبرية الحديثة إليعازر بن يهودا.

## 1948
في 22 فبراير عام 1948، انفجرت ثلاث شاحنات تابعة للجيش البريطاني بقيادة عربة مصفحة يقودها جنود عرب غير نظاميين وفارين بريطانيين في شارع بن يهودا مما أسفر عن مقتل 49 إلى 58 وإصابة 140 من المستوطنين اليهود، ربما كان القصد من القنبلة هو قتل مرافقي قافلة البلماح. كانت المتفجرات من صنع فوزي القطب.
 وصدر بيان في اليوم التالي عن القيادة العربية العليا أعلنت فيه مسؤوليتها الكاملة عن الحادث، وقالت إن الانفجارات ردًا على التفجير الذي قامت به مجموعات الإرجون المتطرفة في الرملة. وجاء في البيان: «ما دام اليهود لا يلتزمون بقواعد الحرب، سنواصل الهجمات العشوائية الانتقامية على نطاق أوسع.» [بحاجة لمصدر]
نفَّذ العملية اثنين من الجنود البريطانيين الفارين وهما: إيدي براون (شرطي قال إن مجموعات الإرجون قد قتلوا أخاه)، وبيتر ماديسون (عرّيف في الجيش)، بإيعاز من عبد القادر الحسيني الذي كان قائد جيش الجهاد المقدس في المنطقة.
رد الإرغون كان بإطلاق النار على أي رجل إنجليزي في مرمى البصر. بحلول نهاية نفس اليوم، قُتل ثمانية جنود بريطانيين بالرصاص، الجرح. فيما قامت ليحي بتفجير قطار مليء بالجنود البريطانيين أثناء خروجه من محطة رحوفوت، مما أسفر عن مقتل 27 شخصًا.

## 1975
يوم الجمعة، 4 يوليو، 1975، انفجرت ثلاجة معبأة بخمسة كيلوجرامات من المتفجرات من الجانبين في ساحة صهيون - ساحة رئيسية المؤدية إلى شارع بن يهودا وطريق يافا -، مما أدى لمقتل خمسة عشر شخصًا وإصابة 77 بجروح في الهجوم، منفّذ العملية هو أحمد أبو السكر حيث قام بوضع القنبلة، قُبِض عليه وظل سجينًا بالسجون الإسرائيلية حتى أُفرِج عنه عام 2003 في صفقة مع ياسر عرفات.
في 13 نوفمبر عام 1975، عبوة ناسفة انفجرت بالقرب من مقهى في شارع يافا، مما أدى لمقتل 7 إسرائيليين وإصابة 45 بجروح.

## 1976
في 3 مايو عام 1976، فانفجرت دراجة بخارية مفخخة في تقاطع شارعي ابن يهودا وابن هلال، مما أدى لإصابة 33 شخصًا بجروح، وكان من بين هؤلاء المصابين القنصل اليوناني في القدس وزوجته، وفي اليوم التالي، كان يوم الاستقلال (أو ذكرى النكبة حسب الأوساط العربية) ونظمت البلدية احتفالًا في موقع الهجوم تحت شعار: «مع ذلك».

## 1979
في 1 يناير 1979، تم العثور على سيارة مفخخة قبالة مقهى في الشارع وتم إبطال مفعولها قبل أن ينفجر بنصف ساعة، وفي 24 مارس عام 1979، انفجرت عبوة ناسفة موضوعة في سلة مهملات في ساحة صهيون، فقُتِل إسرائيلي واحد وأصيب 13 بجروح.

## 1997
في 4 سبتمبر عام 1997، قام ثلاثة استشهاديين من حركة حماس بتفجير أنفسهم في وقت واحد في شارع ابن يهودا مما أدى لمقتل 5 إسرائيليين.

## 2001
في 1 ديسمبر 2001، قام اثنين من الاستشهاديين بتفجير أنفسهم في شارع ابن يهودا، ثم تبع ذلك انفجار سيارة مفخخة لمّا وصلت سيارات الإسعاف، مما أدى لمقتل 13 منهم عددًا من الجنود، وأُصيب 188 بجروح. وأعلنت حماس مسؤوليتها عن الهجوم، وقالت أن ذلك جاء ردًا على اغتيال إسرائيل للقائد العام لكتائب القسام في الضفة الغربية محمود أبو هنود. وقال الناطق باسم حركة حماس في غزة أن هذه التفجيرات لم تُهدِّئ شهوة الانتقام وتوعد بمزيد من التفجيرات.

## وصلات خارجية
- تفجير في شارع ابن يهودا للمشاة في القدس - كانون الأول / ديسمبر 1, 2001
- تفجير شارع ابن يهودا